# Edward Hodges Baily
Pour les articles homonymes, voir Baily.
Edward Hodges Baily est un sculpteur britannique, né à Bristol le 10 mars 1788 et mort à Londres le 22 mai 1867, il est enterré au cimetière de Highgate.

## Biographie
Le père de Baily était un sculpteur de figures de proue de navires. Lorsque son fils a 14 ans il le place dans une maison de commerce, ce qui ne l'empêche pas  de dessiner et de sculpter avec de la cire.  À 16 ans il abandonne le commerce, il réalise des portraits. Ses travaux sont montrés à John Flaxman qui le fait venir à Londres en 1807 et le prend comme élève, durant 7 ans. Le talent de Edward Hodges Baily est reconnu et il reçoit plusieurs médailles lors d'expositions publiques; dont la médaille d'or de la Royal Academy, en 1811,  pour une maquette d'Hercule. Il devient ensuite dessinateur chez Rundell et Bridges,  joailliers. 
Il forma le français Joseph Alexis Bailly, avant que celui-ci ne s'exile aux Amériques.

## Honneurs
- Membre de la Royal Society (FRS), élu le 13 janvier 1842[3]
- Membre de la Royal Academy (RA), élu le 10 février 1821[4]

## Créations
- Êve à la fontaine, 1813
- Hercule précipilant Lycas à la mer,
- Apollon vidant son carquois,
- Lord Egremond,
- L'ingénieur Telford,
- Statue de Nelson, à Trafalgar Square,
- Arc de triomphe du Palais de Buckingham avec bas-reliefs.*

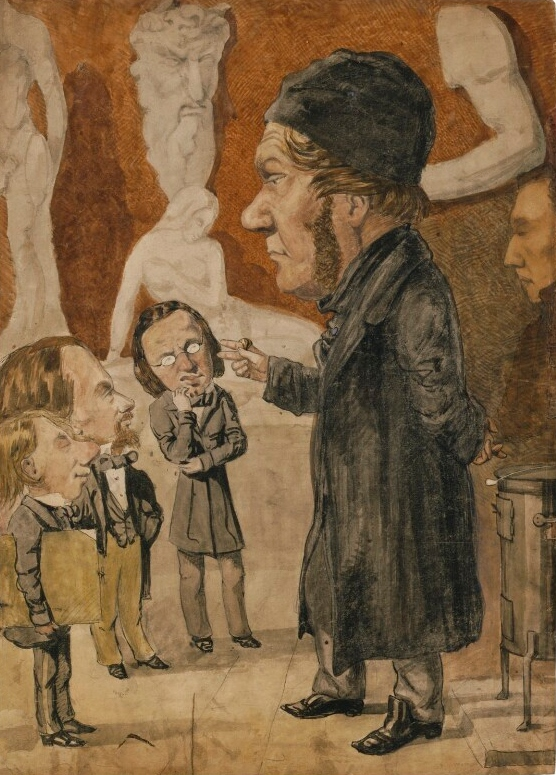
Edward Hodges Baily vers 1850
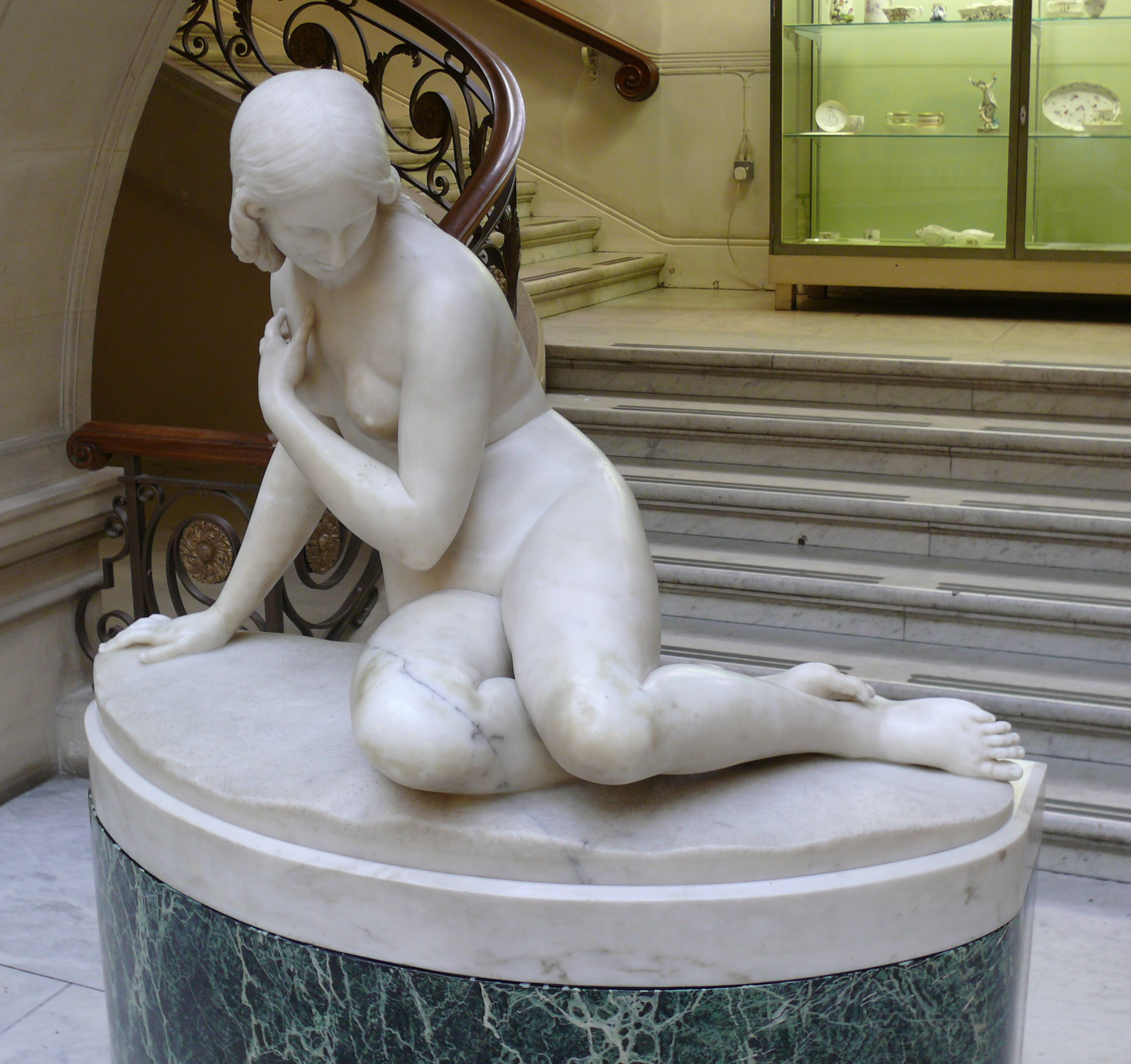
Êve à la Fontaine, Bristol Museum and Art Gallery
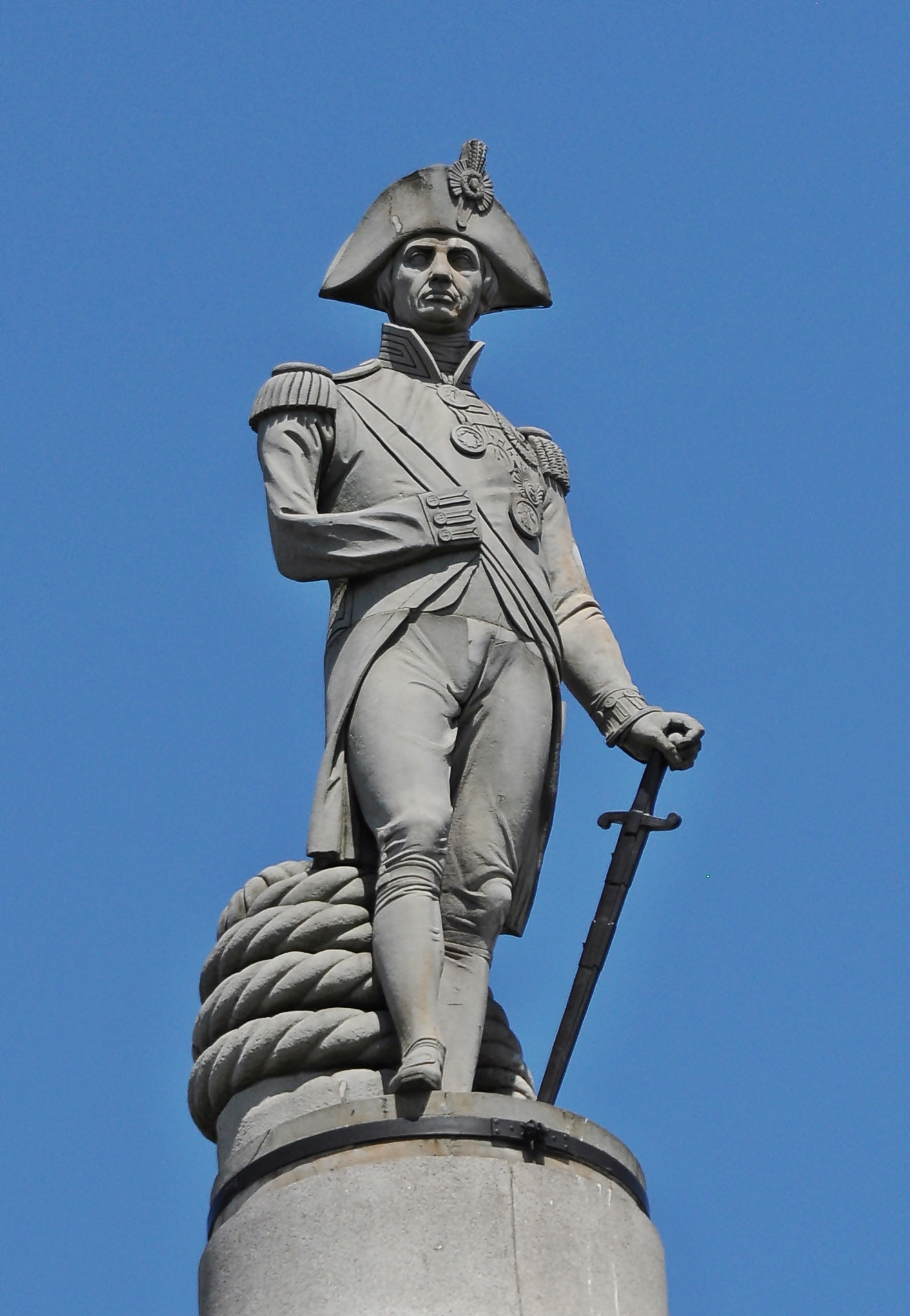
Amiral Nelson, Trafalgar Square
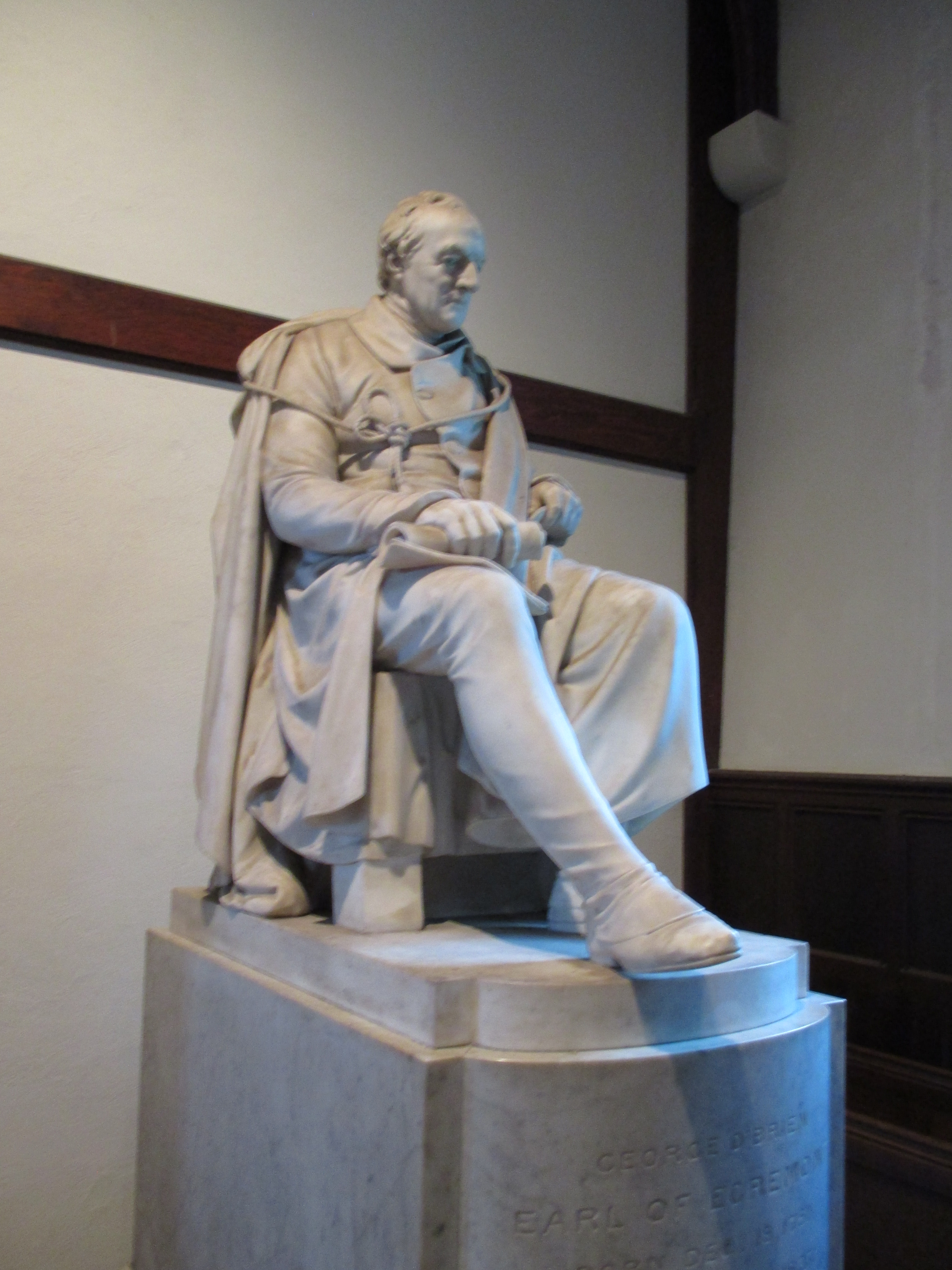
George Wyndham, comte d' Egremont